# Камелен
Камелен (фр. Camelin) насеље је и општина у североисточној Француској у региону Пикардија, у департману Ен (Пикардија) која припада префектури Лаон.
По подацима из 2011. године у општини је живело 444 становника, а густина насељености је износила 48,52 становника/km². Општина се простире на површини од 9,15 km². Налази се на средњој надморској висини од 73 метара (максималној 162 m, а минималној 52 m).

## Демографија
| 1962. | 1968. | 1975. | 1982. | 1990. | 1999. | 2011. |
| ----- | ----- | ----- | ----- | ----- | ----- | ----- |
| 326   | 334   | 389   | 402   | 401   | 424   | 444   |

График промене броја становника у току последњих година